# Sanjevani
Sanjevani is een Indiase Kannada-talige krant, uitgegeven in Bangalore, Karnataka. Het blad kwam voor de eerste keer uit op 10 december 1982. Tegenwoordig wordt de krant uitgegeven in tien verschillende steden: Bangalore, Mangalore, Hubli, Gulbarga, Bellary, Raichur, Mysore, Davengere, Tumkur en Shimoga. Sanjevani was de eerste krant in Zuid-India die met een site op het web verscheen. De broadsheet-krant wordt uitgegeven door B.S. Mani.